# En dag paa Dronning Louises børnehospital 1929
En dag paa Dronning Louises børnehospital 1929 er en dokumentarfilm fra 1929 af ukendt instruktør.

## Handling
Børnehospitalet har eksisteret siden 1879. Først præsenteres hospitalets protektorer, bestyrelsesformænd og overlæger gennem årene. Derefter ser vi, hvordan dagligdagen forløber med morgenrutiner, gymnastik, stuegang og operationer. Der er børn med bl.a. eksem og lungebetændelse. På operationsstuen opereres et barn for ganespalte. Lys og luft er vigtigt, nogle børn får lysbad. Hospitalet huser også en poliklinik for ubemidlede. Overlægen forelæser for de medicinske studerende. Til slut er der aftenpusling på stuerne. Filmen er lavet i anledning af hospitalets 50 års jubilæum.